# Французькі Південні і Антарктичні Території
Французькі Південні й Антарктичні Території (ФПАТ) (фр. Terres australes et antarctiques françaises (TAAF)) — заморська територія Франції з особливим статусом. Офіційно статус територій закріплений у 1955 році. Розташовані у південній частині Індійського океану і поділені на п'ять адміністративних округів:
1. Острови Амстердам і Сен-Поль (l'île Amsterdam, l'île Saint-Paul);
2. Острови Крозе (l'archipel Crozet);
3. Острови Кергелен (les îles Kerguelen або les îles de la Désolation);
4. Земля Аделі (la Terre Adélie);
5. Розсіяні острови в Індійському океані (Îles Éparses).

Іноді території називають Французькі Південні Території чи Французькі Південні Землі. До них не включають Землю Аделі, адже французький суверенітет над цією територією не визнається міжнародним співтовариством.
З 2004 року території управляються з Реюньйону, проте не входять до його складу. До 2004 року управління цими землями здійснювалось із Парижа.
На острові Амстердам знаходиться єдине постійне поселення територій Мартін-де-Вів'є (фактично це і є столиця цих територій) з чисельністю населення 40 осіб. Переважно це члени наукових експедицій та працівники метеорологічних станцій.
Економічна активність на острові мінімальна. З точки зору промислового рибальства цінність представляє економічна зона біля островів, що входять до складу територій.